# European Awareness Scenario Workshop
L'European Awareness Scenario Workshop, noto anche con l'acronimo EASW, è un metodo nato in Danimarca finalizzato alla ricerca di un accordo fra i diversi gruppi di portatori di interessi in ambito locale con l'obiettivo del raggiungimento di una definizione consensuale di città sostenibile.
Il campo d'applicazione originale è quello dell'urbanistica partecipata ma in seguito il metodo è stato utilizzato in ambiti diversi, sviluppo locale, attivazione di percorsi di cambiamento organizzativo e innovazione e ricerca.
Nel 1994 anche la Commissione europea ha attivato un'iniziativa basata su questo metodo, chiamata TDSP ("Training and Dissemination Schemes Project Archiviato il 28 febbraio 2005 in Internet Archive."), che ha lo scopo di esplorare nuove metodologie per favorire l'innovazione in ambito sociale attraverso la definizione di metodi più efficaci di divulgazione di una serie di "best practices" in ambienti culturali e politici diversi e l'identificazione di strumenti per la divulgazione del know-how correlato.

## Il metodo
È un metodo che consente di promuovere il dibattito e la partecipazione. È particolarmente efficace in contesti locali, in cui è estremamente semplice associare ai problemi chi ha la responsabilità di risolverli. È stato inizialmente sperimentato in campo ambientale, soprattutto per la soluzione di problemi tipici degli ambienti urbani. Può diventare un utile strumento per promuovere il passaggio a modelli di sviluppo sostenibile - condivisi e basati su un uso più attento delle risorse.

### Gli obiettivi
Un EASW serve a stimolare la partecipazione democratica nelle scelte legate al miglioramento delle condizioni di vita nelle comunità. Consente ai partecipanti di scambiarsi informazioni, discutere i temi ed i processi che governano lo sviluppo tecnologico e l'impatto delle tecnologie sull'ambiente naturale e sociale, stimolandone la capacità di identificare e pianificare soluzioni concrete ai problemi esistenti.
La metodologia EASW si è rivelata particolarmente adatta a:
- incoraggiare il dialogo e la partecipazione delle diverse componenti della società;
- creare una relazione equilibrata tra ambiente, tecnologia e società;
- consentire uno sviluppo sostenibile nel rispetto dei bisogni e delle aspirazioni dei membri di una comunità locale.

### Gli strumenti
In un EASW i partecipanti si incontrano per scambiare opinioni, sviluppare una visione condivisa sul futuro della propria comunità e proporre idee su come realizzarla, rispondendo alle seguenti domande fondamentali:
- Come è possibile risolvere i problemi identificati? Si dovrà puntare più sulla tecnologia o su soluzioni organizzative?
- Chi è principalmente responsabile della loro soluzione? Le autorità locali, i cittadini o entrambi?

Dunque il metodo fa ragionare sul ruolo che da un lato la tecnologia e dall'altro i diversi sistemi di organizzazione sociale (volontariato, servizi pubblici, ecc.) possono giocare nel rendere i modelli di sviluppo più attenti ai bisogni delle generazioni future. Lo fa in modo semplice ed induttivo, perché ha come obiettivo fondamentale proprio il far confrontare la gente su temi che, almeno tendenzialmente, sono distanti dal quotidiano. Ed i partecipanti sono gli esperti, in quanto, operando a livello locale, essi:
- conoscono le opportunità di cambiamento ed i loro limiti;
- possono promuovere il cambiamento modificando i propri modelli comportamentali.

### L'ambito di utilizzo
La metodologia European Awareness Scenario Workshop è nata per promuovere il dibattito su temi legati all'ecologia e all'ambiente urbano e, più in generale, per stimolare la partecipazione sociale in programmi finalizzati allo sviluppo sostenibile di un territorio. Il suo utilizzo è stato poi sperimentato con successo ed esteso anche ad altri ambiti, quali quello della progettazione partecipata. A partire dal 1995 sono già stati tenuti in tutta Europa numerosi workshop, organizzati su una molteplicità di tematiche diverse. In Italia sono stati finora realizzati oltre 30 seminari, dedicati in particolare ai problemi ambientali, al recupero delle aree dismesse e dei centri urbani, alla definizione di strategie di sviluppo sostenibile, in particolare nell'ambito di processi di Agenda 21 Locale.
In un workshop la discussione dovrà svilupparsi su quattro temi specifici, legati alla tematica generali di discussione, scelti in modo da consentire un'analisi integrata delle possibili soluzioni. In un workshop sull'ecologia urbana, ad esempio, i temi suggeriti per la discussione sono:
1. Smaltimento dei rifiuti e riciclaggio
2. Uso più attento delle fonti energetiche
3. Uso più attento delle riserve idriche
4. Miglioramento delle condizioni generali di abitabilità

### Gli attori
Ad un EASW partecipano 24-28 persone selezionate secondo la propria provenienza (città, quartiere, azienda, patto territoriale, sesso, ecc.). I partecipanti devono essere rappresentativi della realtà in cui operano. Generalmente vengono scelti tra quattro diversi gruppi sociali (gruppi di interesse):
1. cittadini
2. esperti di tecnologia
3. amministratori pubblici
4. rappresentanti del settore privato

### Le fasi
Un EASW è costruito su due attività principali: lo sviluppo di visioni e la proposta di idee. 
- Nello sviluppo di visioni i partecipanti, dopo una breve sessione introduttiva, lavorano in 4 gruppi di interesse, in ragione dell'appartenenza ad una stessa categoria sociale (cittadini, amministratori ecc.). Durante il lavoro di gruppo, i partecipanti sono invitati a proiettarsi nel futuro per immaginare, in relazione ai temi della discussione, come risolvere i problemi della città in cui vivono e lavorano. Devono farlo tenendo come punto di riferimento gli scenari, che prospettano 4 possibili soluzioni alternative (basate su diverse combinazioni nell'uso di tecnologie e nell'organizzazione della vita sociale). Per facilitare quest'attività, la metodologia prevede una serie di tecniche per la gestione della discussione ed il raggiungimento dei risultati previsti. Le visioni elaborate da ciascun gruppo dovranno poi essere presentate in una successiva sessione plenaria, al termine della quale, con una votazione, sarà scelta la visione comune di tutti i partecipanti. Questa visione dovrà prospettare in modo preciso le soluzioni adottate, sottolineando per ciascuna di esse il ruolo giocato dalla tecnologia e quello dell'organizzazione della collettività. La visione emersa al termine di questa sessione di lavoro, perfezionata dal facilitatore e dai capigruppo in una piccola riunione (petit comitè) al termine di questo primo insieme di attività, sarà alla base di quella successiva della proposta di idee.
- Nella proposta di idee i partecipanti sono chiamati a lavorare in gruppi tematici. Dopo una breve introduzione ai lavori, in cui il facilitatore presenta la visione comune, comincia una nuova sessione di lavoro di gruppo. Questa volta i gruppi vengono formati, mischiando tra loro i partecipanti, in funzione del tema in discussione (rifiuti, energia, ecc.). Ciascun gruppo avrà così al suo interno rappresentati diversi interessi e dovrà occuparsi, partendo dalla visione comune, di proporre idee su come realizzarla. Anche in questo secondo insieme di attività la discussione dovrà essere guidata, con l'ausilio di una serie di tecniche, per far formulare a ciascun gruppo idee concrete che propongano come realizzare la visione comune e chi dovrà assumersi la responsabilità della loro realizzazione rispetto al tema assegnato. Ogni gruppo potrà formulare un numero limitato di idee (di solito 5). Le idee saranno presentate in una successiva sessione plenaria per essere discusse e votate. Le idee più votate potranno infine essere alla base del piano di azione locale elaborato dai partecipanti per risolvere i problemi in discussione.

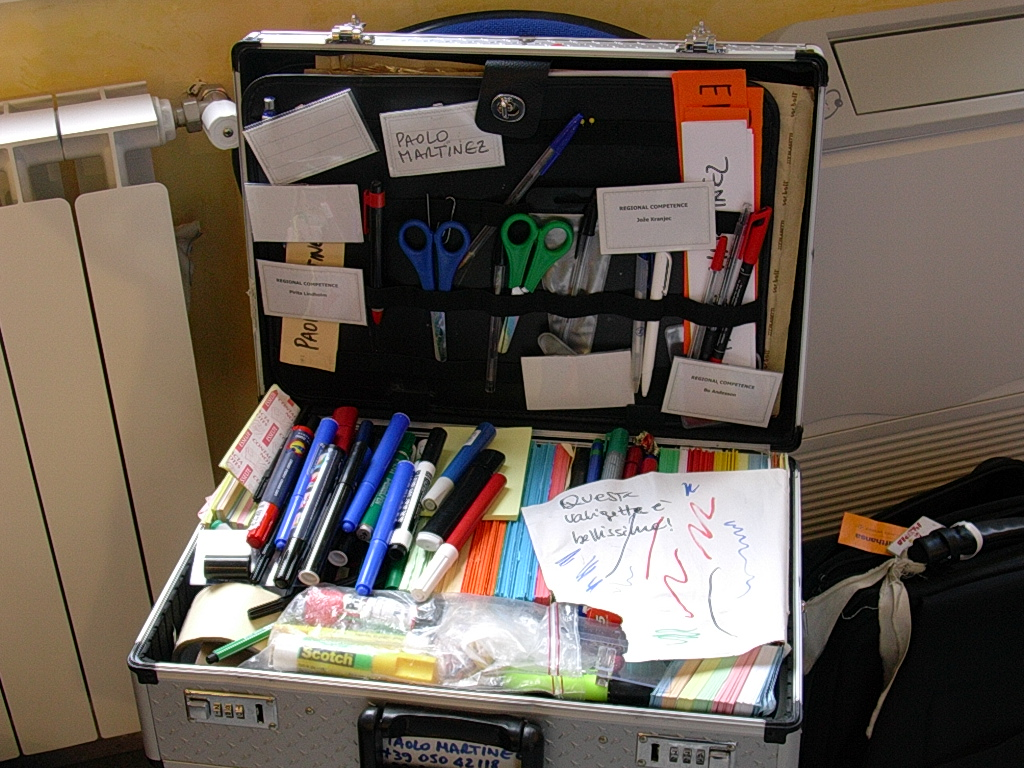
La valigetta degli attrezzi del facilitatore

## L'utilizzo
Il metodo EASW è disponibile e utilizzabile liberamente come il software libero.
La CE ha registrato il marchio EASW per proteggerlo da eventuali utilizzi impropri (una sorta di copyright sul copyleft) e ha creato una rete di esperti europei, i "National Monitor", che diffondono il metodo garantendone la qualità.